# Lajos Áprily
Lajos Áprily (14. listopadu 1887, Brašov – 6. srpna 1967, Budapešť) byl maďarský básník a překladatel. Laureát ceny A. Józsefa.

## Život
Byl profesorem, později ředitelem gymnasia a redaktorem časopisu Protestáns Szemle (Protestantská revue). Velkými tématy jeho poezie jsou příroda, rodina a žal nad ztrátou milovaných, ideje míru, humanity, vzájemné úcty mezi jedinci a národy. Její základní ladění je vlídné, melancholické, zdrženlivé až cudné a neokázalé. Lajos Áprily patří rázem své lyriky, nikoli osobními vztahy, nejspíš k nyugatovskému směru, některými rysy dokonce k tradici aranyovské. Je ceněn jako mistr ukázněné, sevřené formy, elegance, vkusu a vybroušenosti. Bez zjevných novátorských prvků, s mnoha antickými reminiscencemi, působí jeho dílo originálně a dobově.

## Dílo
- sbírka básní Falusi elégia (Vesnická elegie, 1921)
- Rasmussen hajóján (Na lodi Rasmussenově, Berlín 1924)
- Vers vagy te is (I ty jsi básní, 1926)
- úspěšný výbor z básní A láthatatlan írás (Neviditelné písmo, 1939)
- Ábel füstje (Oběť Ábelova, 1957)
- A kor falára (Na zeď doby, 1967)

Psal také veršovaná dramata, přeložil mj. Puškinova Evžena Oněgina, Ibsenova Peer Gynta a další díla z němčiny, rumunštiny atd.